# Naturschutzgebiet Alstedder Mark
Das Naturschutzgebiet Alstedder Mark liegt im Kreis Unna in Nordrhein-Westfalen.
Das etwa 68 ha große Gebiet, das im Jahr 1985 unter der Schlüsselnummer UN-008 unter Naturschutz gestellt wurde, erstreckt sich nordwestlich der Kernstadt Lünen zwischen Bork, einem Ortsteil der Stadt Selm im Norden und Alstedde im Süden. Unweit östlich verläuft die B 236, westlich fließt die Lippe und erstreckt sich das rund 100 ha große Naturschutzgebiet Lippeaue Selm.
Die Unterschutzstellung erfolgt wegen
- des Vorkommens der in Nordrhein-Westfalen stark gefährdeten Greifvögel Rotmilan und Wespenbussard sowie weiterer gefährdeter und seltener Vogel-, Amphibien- und Insektenarten
- der wissenschaftlichen Bedeutung des isoliert liegenden, wertvollen Waldgebietes, welches sich seit Jahrhunderten ohne menschliche Beeinflussung entwickeln konnte
- der landschaftlichen Schönheit des ausgedehnten, vielfältigen und naturnahen Waldgebietes
- der Wiederherstellbarkeit von Lebensgemeinschaften naturnaher Waldkomplexe